# Nick Mancuso

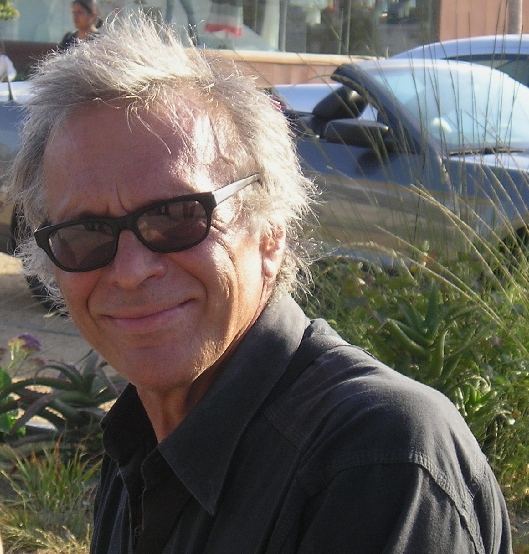
Nick Mancuso

Nicodemo „Nick“ Antonio Massimo Mancuso (* 29. Mai 1948 in Mammola, Kalabrien, Italien) ist ein kanadischer Schauspieler.

## Leben
Nick Mancuso ist das älteste von insgesamt fünf Geschwistern; er hat zwei Brüder und zwei Schwestern. Die ersten Jahre seiner Kindheit verbrachte Nick Mancuso in seinem Geburtsland Italien. Im Jahre 1956 wanderten seine Eltern zusammen mit ihm und seiner Schwester nach Toronto in Kanada aus.
Während er die High School besuchte, kam er erstmals mit der Schauspielerei in Berührung und entwickelte rasch ein tiefergehendes Interesse für die Schauspielkunst. Durch die Übernahme einer der tragenden Rollen in dem an der High School produzierten Theaterstück Hamlet konnte er praktische Erfahrungen sammeln. Trotz seines ausgeprägten Interesses für die Schauspielerei entschied er sich, Psychologie zu studieren und schloss seine diesbezügliche Ausbildung an der University of Guelph ab.
Seine professionelle Schauspielkarriere begann Anfang der 1970er Jahre mit Engagements in verschiedenen kanadischen Theatergruppen. Mitte der 1970er Jahre wurden einige Executive Producer der Universal Studios und der American Broadcasting Company (ABC) auf Mancuso aufmerksam. Nach kleineren Rollen in Film- und Fernsehproduktionen übernahm er 1978 seine erste Hauptrolle in der Fernseh-Produktion Dr. Scorpion.
Bis 2006 hat er in ca. 100 Film- und Fernsehproduktionen mitgewirkt. Dem deutschen Zuschauer dürfte er hierbei vor allem durch die Fernsehserie Stingray bekannt sein, in der er in 22 Folgen die Hauptrolle spielte.
Mancuso war von 1981 bis zur Scheidung im Jahre 1983 mit Patricia Hope verheiratet.

## Filmografie (Auswahl)
- 1974: Polizeiarzt Simon Lark (Dr. Simon Locke, Fernsehserie, Folge 4x04)
- 1978: Dr. Scorpion
- 1979: Schwingen des Angst (Nightwing)
- 1980: Death Ship
- 1981: Das süße Wort Verheißung (Ticket to Heaven)
- 1982: Goldfieber (Mother Lode)
- 1983: Maria Chapdelaine
- 1984: Die Herzensbrecher (Heartbreakers)
- 1985–1987: Stingray (Fernsehserie, 23 Folgen)
- 1987: Der Sex-König (The King of Love)
- 1992: Alarmstufe: Rot (Under Siege)
- 1992: Rapid Fire – Unbewaffnet und extrem gefährlich (Rapid Fire)
- 1993: Wild Palms (Miniserie, vier Folgen)
- 1993: Matrix (Fernsehserie, 13 Folgen)
- 1995: Alarmstufe: Rot 2 (Under Siege 2: Dark Territory)
- 1996: Poltergeist – Die unheimliche Macht (Poltergeist: the Legacy, Fernsehserie, Folge 1x03)
- 1996, 2001: Outer Limits – Die unbekannte Dimension (The Outer Limits, Fernsehserie, Folge 2x02, 7x03)
- 1997: Mad Rex – Gegen das Gesetz (Against the Law)
- 1997: Twists of Terror – Das Grauen lauert überall
- 1997: The Invader – Killer aus einer anderen Welt (The Invader)
- 1998: Insemination – Wiege des Grauens (Misbegotten)
- 1998: Du kannst anfangen zu sterben (Captured)
- 1998: Eerie, Indiana (Eerie, Indiana: The Other Dimension, Fernsehserie, Folge 1x02)
- 1998: Todesschwadron aus der Zukunft (Past Perfect)
- 1999: Total Recall 2070 (Fernsehserie und Film)
- 1999: Im Zweifel für die Angeklagten (Question of Privilege)
- 2000: Call of the Wild (Fernsehserie, 13 Folgen)
- 2000: V.R. – Virtual Reality (Tribulation)
- 2002: Time of Fear
- 2003: Weltuntergang: Das Gewitter-Inferno (Lightning: Bolts of Destruction)
- 2003: Mutant X (Fernsehserie, Folge 2x17)
- 2005: Today You Die
- 2008: Contract Killers
- 2009: Gargoyles – Die Brut des Teufels (Rise Of The Gargoyles)
- 2009: Zone of Separation (ZOS: Zone of Separation, Fernsehserie, 3 Folgen)
- 2012: The Firm (Fernsehserie, Folge 1x04, 1x06)
- 2013–2014: Bail Out (Fernsehserie, 3 Folgen)
- 2014: Mary Loss of Soul
- 2015: Adventures of a Pizza Guy
- 2016: Misfortune
- 2017: Born Dead
- 2018: Road to the Lemon Grove
- 2021: Hello Au Revoir
- 2023: The Performance

## Auszeichnungen
- 1982: Genie Award als Bester Schauspieler für den Film Das süße Wort Verheißung (Ticket to Heaven)
- 1984: Nominierung beim Genie Award als Bester Hauptdarsteller für den Film Maria Chapdelaine